# 日中ダム
日中ダム（にっちゅうダム）は、福島県喜多方市熱塩加納町、一級河川・阿賀野川水系押切川に建設されたダム。

## 概要
農林省（現在の農林水産省）東北農政局が国営会津北部農業水利事業の一環として建設したダムで、現在は福島県大峠・日中総合管理事務所が管理する福島県営の多目的ダムである。高さ101.0メートルのロックフィルダムで、押切川流域の洪水調節・会津盆地北部のかんがい・喜多方市の上水道の取水・発電を目的とする。ダム湖（人造湖）の名は上流にある大桧沢、小桧沢の総称から日中ひざわ湖（にっちゅうひざわこ）と公募で名付けられた。

## 沿革
喜多方市や耶麻郡を始めとした福島県会津地方北部は広大な水田が広がる穀倉地帯であるが、それまでは江戸時代から使われてきた多くの井堰や小規模な溜池に水源を依存していた。そのため周辺の各河川の流域では安定した農業用水の確保が難しく水不足が多発していた。1956年（昭和31年）には姥堂川上流に関柴ダムが建設されるが、局所的な対策となり、根本的な解決とはならなかった。また、取水設備の老朽化も問題になってきたことから大規模な水源の確保と灌漑設備の建設を求める声が高まり、農林省東北農政局によって国営灌漑排水事業の調査が1967年（昭和42年）から、実施計画調査が1970年（昭和45年）から始まり1972年（昭和47年）度に建設工事が着手された。
一方、押切川とその周辺流域では洪水が多発しており、1967年の羽越豪雨では流域ほぼ全てに渡り甚大な被害が発生した。これを受け福島県土木部は押切川総合開発事業計画を立ち上げた。また、喜多方市、耶麻郡塩川町、熱塩加納村（いずれも現在は喜多方市に合併）では上水道を地下水に求めていたために年々水源不足が顕著になっていたことから、安定した生活用水の水源確保が課題となっていた。このことから1976年（昭和51年）には農林水産省と福島県でダム建設事業の実施に関する協定が結ばれた。その後ダム本体工事が進むなか、1983年（昭和58年）に喜多方市、塩川町、熱塩加納村の一市一町一村で喜多方地方水道用水供給企業団が設立、また1990年（平成2年）にはダムの放水エネルギーの有効利用のために福島県企業局によって水力発電事業が立ち上がり、結果として四者共同の事業となるに至った。1989年（平成元年）に本体工事が完了、翌年から1年ほどをかけて試験湛水を行い、1992年（平成4年）4月から運用が開始された。総事業費は457億円。施工は大成建設・鹿島建設日中ダム建設工事共同企業体 (JV)。

## 日中発電所
日中発電所（にっちゅうはつでんしょ）は、日中ダムに付随する水力発電所（貯水池容量に発電用水の配分はない）。1995年（平成7年）7月運用開始。しかし、電力自由化を控え経営の見通しが立たないとして、2005年（平成17年）3月31日に福島県企業局から東北電力傘下の東星興業へ事業譲渡され、2015年7月1日の会社合併により現在は東北自然エネルギーによって運営されている。有効落差88.9m、最大使用水量2.5m3/sによって最大出力1,700kWの電力を発生する。

## 周辺

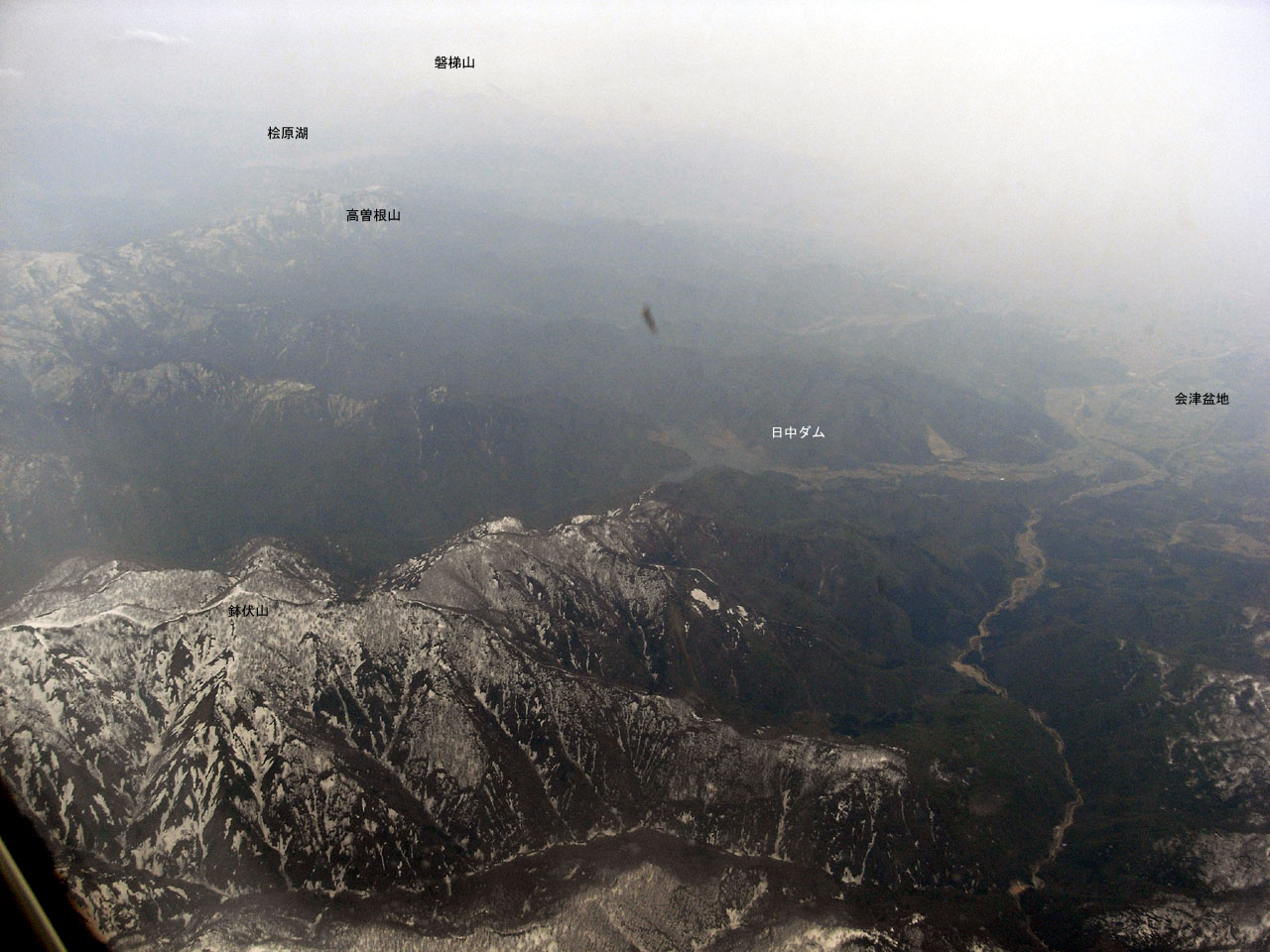
日中ダム周辺空撮

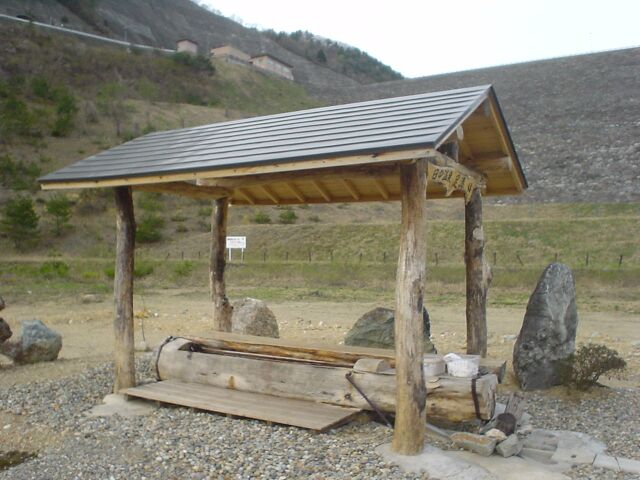
日中温泉の足湯

- 毎年夏の「森と湖に親しむ旬間」に合わせ『日中ひざわ湖まつり』が開催され、地域住民に開かれたダムとなっている。ダム堤体の原石の採石が行われた場所は駐車場と展望台になっている。また、周囲はブナの原生林に覆われており、ダム湖畔から伸びる飯森山登山道は沢登りの名所となっている。
- 水没した林道の付替道路としてダム湖上に日中大橋（にっちゅうおおはし）が架けられた。長さ204mのPC斜張橋。主塔の高さは133m。
- ダムの堤体の直下には日中温泉の温泉宿がある。もともと温泉があった場所がダム建設により水没したため、現在地に新たに源泉を求め掘り当てたものである。
- ダム西側を通る国道121号大峠道路は、当ダム建設と同時期に建設された。

## その他
- 1983年6月19日に放送された西部警察日本全国縦断ロケ福島編の撮影が当ダムの建設現場で行われた。3,000万円を投じて敵のアジトとなる建造物を建設し、戦闘シーンと建造物の爆破シーンを撮影した[10]。